# Fokker FG.2
Fokker FG.2 – holenderski szybowiec z okresu międzywojennego, pierwszy zbudowany szybowiec z miejscem dla pasażera.

## Historia
W 1921 roku Anton Fokker odwiedził niemiecki ośrodek szybowcowy na górze Wasserkuppe, podjął wtedy decyzję o budowie szybowca, który mógłby wziąć udział w zawodach szybowcowych. W ten sposób powstał początkowo dwupłatowy szybowiec jednomiejscowy oznaczony jako Fokker FG.1, co było nową koncepcją, bo dotychczasowe szybowce były zawsze jednopłatowe.
Opierając się na tej konstrukcji, skonstruował on nowy szybowiec, z tym że szybowiec ten był wyposażony w gondolę, w której oprócz pilota było miejsce dla pasażera. Tak zbudowany szybowiec otrzymał oznaczenie Fokker FG.2 i był to pierwszy na świecie szybowiec, w którym znajdowało się miejsce dla pasażera.
Następnie szybowiec ten został przetransportowany do ośrodka szybowcowego na Wasserkuppe, gdzie Fokker dokonał na nim osobiście lotów, w trakcie których stwierdził niestabilność kierunkową. W związku z tym dokonał poprawek – zwiększył powierzchnię sterów. Tak poprawionym szybowcem odbył lot z pasażerem, pierwszy taki lot na świecie, trwał on 13 minut.
Po próbach na Wasserkuppe, szybowiec FG.2 przetransportowano do brytyjskiego ośrodka szybowcowego na Itford Hill w hrabstwie Kent, gdzie w dniach 16–21 października 1922 roku wziął udział w zawodach lotniczych organizowanych przez gazetę Daily Mail. Konstruktor osobiście wykonał lot o długości 37 minut z pasażerem, co było wówczas najlepszym wynikiem na świecie i wygrał wtedy konkurs na lot z pasażerem o długości co najmniej 30 minut.
Rekord lotu z pasażerem ustanowiony przez Antona Fokkera nie utrzymał się, gdyż, latając tym samym szybowcem, holenderski pilot kpt. Olleya dokonał lot z pasażerem o długości 45 minut.

## Opis techniczny
Szybowiec Fokker FG.2 był dwupłatem o konstrukcji całkowicie drewnianej, ramowej, płaty i stery kryte płótnem. Nad dolny płatem w środku znajdowała się wykonana ze sklejki otwarta gondola mieszczące miejsce dla pilota oraz za nim miejsce dla pasażera. Była ona tak ustawiona, że szybowiec mógł latać z pasażerem lub bez niego. Podwozie stanowiła płoza umieszczona pod dolnym płatem bezpośrednio pod gondolą.